# نویرکیرش
نویرکیرش (به آلمانی: Neuerkirch) یک شهر در آلمان است که در راین-هونسروک واقع شده‌است. نویرکیرش ۲۹۱ نفر جمعیت دارد.